# Tevita Mailau
Pas d'image ? Cliquez ici

a Compétitions nationales et continentales officielles uniquement.

b Matchs officiels uniquement.
Dernière mise à jour le 23 janvier 2021.
Tevita Mailau, né le 25 avril 1985 à Sydney, est un joueur de rugby à XV tongien d'origine néo-zélandaise, qui a joué avec l'équipe des Tonga entre 2012 et 2016, au poste de pilier (1,85 m pour 115 kg).

## Carrière

### En club
Tevita Mailau commence sa carrière professionnelle en 2006 avec la province d'Auckland en NPC. Il est prêté à Northland lors de la saison 2007, ainsi que la fin de la saison 2008,.
En 2009, il est retenu dans l'effectif de la franchise des Blues pour disputer le Super Rugby,. Il joue quatre saisons avec cette équipe, et dispute trente-huit rencontres,.
En 2012, il rejoint le club français du Stade montois, venant alors d'être promus en Top 14. Malgré la saison difficile de son équipe, qui termine dernière et se voit reléguée en Pro D2, il prolonge son contrat pour deux saisons supplémentaires.
Au terme de son contrat à Mont-de-Marsan, il rejoint l'USA Perpignan, récemment relégués en Pro D2. Après une bonne première saison, il prolonge son contrat pour deux saisons supplémentaires.
Il prend sa retraite sportive en juin 2018 et entre dans l'encadremlent du club catalan, en tant que « team manager »,. Au bout d'une saison, il est remplacé dans ses fonctions par l'argentin Rimas Alvarez-Kairelis.
Peu après, il part vivre en Australie et s'installe à Caboolture dans l'État du Queensland, où il travaille comme barbier, tout en entraînant l'équipe locale des Caboolture Snakes.

### En équipe nationale
Tevita Mailau représente d'abord la Nouvelle-Zélande au niveau scolaire (en) en 2003, puis avec les moins de 21 ans en 2005,.
En 2012, il décide de représenter les Tonga, dont il est originaire, et connaît sa première sélection le 5 juin 2012 contre l'équipe des Samoa.
Il fait partie du groupe tongien sélectionné par pour participer à la Coupe du monde 2015 en Angleterre. Il dispute deux premiers matchs de la compétition, contre la Géorgie et la Namibie. Il est ensuite suspendu pour les deux derniers matchs de poule, en raison d'un placage dangereux commis lors du match contre la Namibie.

## Palmarès

### En club
- Champion de France de Pro D2 en 2018

### En équipe nationale
- 21 sélections
- Sélections par années : 5 en 2012, 3 en 2013, 5 en 2014, 5 en 2015 et 3 en 2016.

- Participation à la Coupe du monde 2015 (2 matchs).